# Toronto’s First Post Office

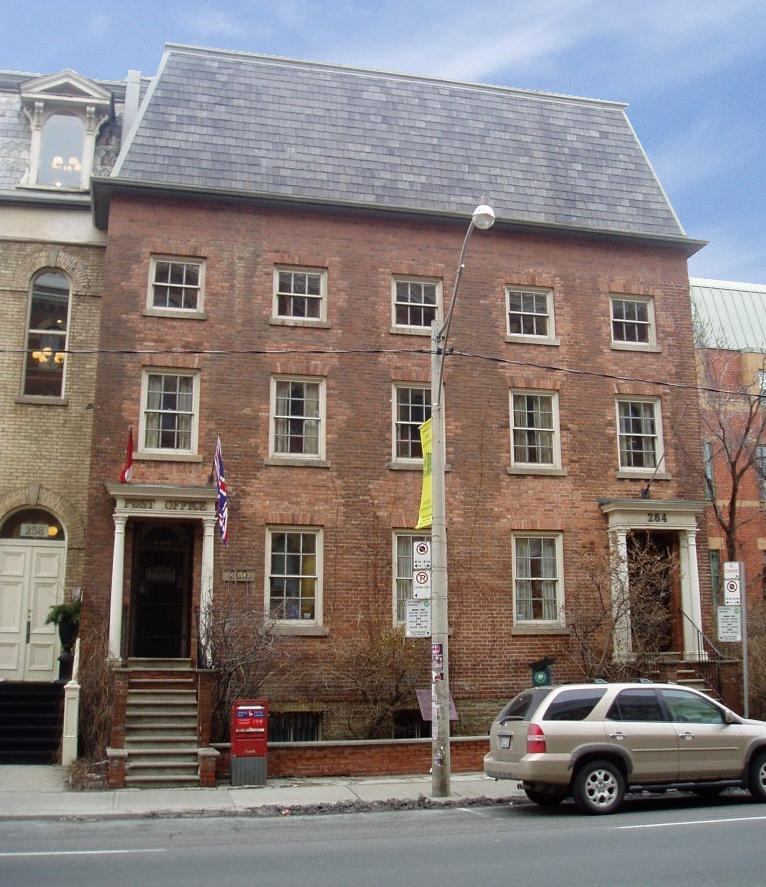
Das zur Straßenseite dreigeschossig anmutende Gebäude aus dem Jahr 1833

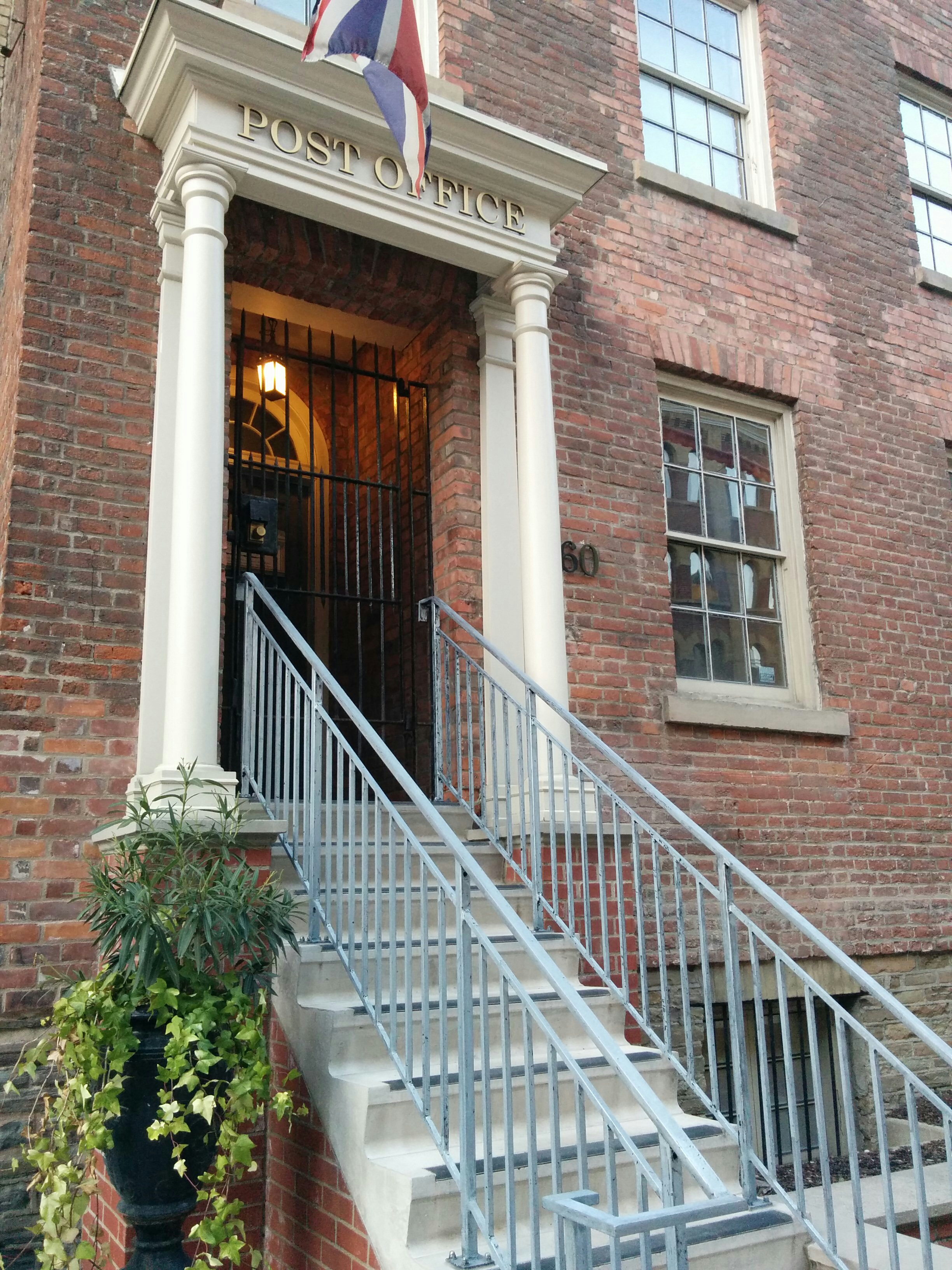
Eingang zum historischen Postamt

Toronto’s First Post Office (auch First Toronto Post Office, Fourth York Post Office oder York’s Forth genannt) ist ein denkmalgeschütztes Postamt im Altstadtteil (St. Lawrence-Distrikt) von Downtown Toronto. Es ist das älteste erhaltene Postamt Kanadas und das einzige erhaltene Amt, das noch als Vertriebsstelle der britischen Royal Mail gedient hat. Heute wird es von der Town of York Historical Society verwaltet und betrieben.

## Geschichte
Der damalige Postmaster von York, John Scott Howard, ließ 1833 an der vormaligen Duke Street (heute: 260 Adelaide Street East) ein repräsentatives Postgebäude aus roten Mauersteinen in einem symmetrischen georgianischen Stil mit fünf Fensterachsen errichten. Die Fassade wies neoklassizistische Elemente auf – wie die zwei säulengestützten Portiken an den Eingängen, die oberhalb der Außentüren gesetzten halbrunden Bogenfenster und die mehrteiligen Schiebefenster. Architekt war John Howard (nicht verwandt), die Kosten betrugen 2.400 Kanadische Pfund.
Das Postamt bediente die damals etwa 9000 Einwohner der Stadt sowie die Bevölkerung der umliegenden Gebiete. Da es das chronologisch vierte Postgebäude Yorks war, wurde es als York’s Forth bezeichnet. Im Osten grenzte das Grundstück der Villa des Obersten Richters (Chief Justice) von Upper Canada, William Campbell, an. An der Westseite stand das Gebäude der ältesten Bank von York, der Bank of Upper Canada, das auch als Lagerstätte der Goldreserven diente. Als die Stadt im Folgejahr in Toronto umbenannt wurde, erhielt es die Bezeichnung Toronto’s First Post Office.

### Verteidigung des Briefgeheimnisses
Am 5. Dezember 1837 kam es in der Poststelle im Rahmen der Rebellionen von 1837 zu einer Auseinandersetzung zwischen Postmaster Howard und seinem Vorgesetzten, dem Surveyor von Upper Canada, Charles Berczy. Letzterer öffnete und las Briefe, die ihm pro-rebellisch erschienen. Howard widersetzte sich dem Vorgehen mit der Argumentation, dass sowohl britische wie koloniale Vorschriften einen Bruch des Briefgeheimnisses verboten und das Öffnen von Briefen nur auf Anordnung der Regierungen aus London oder Quebec erfolgen könne. In einem später verfassten Schriftstück (A Statement of Facts Relative to the Dismissal of James Howard, Esq., Late Postmaster of the City of Toronto, U. C.) gab Howard auch diese Weigerung zum Briefgeheimnisbruch als Grund für seine folgende Entlassung als Postmaster an.

### De La Salle Institute
Bis 1840 wurde das Postamt betrieben, zunächst lebte hier auch der Postmaster mit seiner Familie im Obergeschoss (deshalb der zweite Eingang an der Hausfront), später zog die Familie wegen wachsenden Platzbedarfes in ein Wohnhaus an der heutigen Yonge Street/St. Claire Avenue. Nach anderweitiger Verwendung wurde es 1871 mit dem größeren, westlich anschließenden Nachbargebäude (Bank of Upper Canada) zum Gebäudekomplex der hier einziehenden katholischen Jungenschule De La Salle Institute verbunden. Die beiden Gebäude erhielten ein gemeinsames Mansardendach, das vormalige Posthaus verfügte nun über vier nutzbare Stockwerke. Die Schule bestand bis 1916. In Folge kam es zu mehreren Besitzer- und Nutzungswechseln.

### Kühlhaus
Im Jahr 1925 erwarb die United Farmers’ Co-Operative Company (UFC) das Gebäude und wandelte es in ein Kühllager für Lebensmittel um. Bis 1956 wurde es solchermaßen genutzt, dann von der UFC verkauft. Sheldon und Judith Godfrey erwarben es gemeinsam mit dem vormaligen, nachbarlichen Bankhaus. Sie stellten fest, dass das Kühlhaus ein Postamt gewesen war. Im Jahr 1978 brannte das Haus und 1980 kam es dann zu einer Sanierung der Bank of Upper Canada, in dessen Zuge auch das alte Postamt in seinen Originalzustand zurückversetzt wurde; erneut wurde hier 1982 eine Poststelle eingerichtet.
Seit 1980 steht das ursprüngliche Postamt unter Denkmalschutz (National Historic Site of Canada).

## Heute
Das komplett sanierte Gebäude verfügt über originale Holzböden, Kamine, Innentüren und Fensterrahmen. Es gehört zu den wenigen noch vorhandenen Bauten Torontos aus der Kolonialzeit Kanadas. Es ist an sieben Tagen in der Woche geöffnet. Neben den üblichen Postdienstleistungen (Canada Post) können interessierte Besucher hier Briefe mit Federkiel verfassen, mit Siegellack verschließen und weltweit verschicken lassen. Im unteren Stockwerk finden sich historische und philatelistische Ausstellungsstücke sowie ein Modell der Stadt York von 1837.